# Walls and Bridges
Walls and Bridges je páté studiové album slavného britského hudebníka Johna Lennona, vydané 26. září 1974 ve Spojených státech a 4. října téhož roku ve Velké Británii. Album Walls and Bridges, které se v žebříčku Billboard Hot 100 umístilo na první příčce, navíc obsahovalo i singlovou skladbu „Whatever Gets You thru the Night“. Tato skladba se ve výše uvedeném žebříčku Billboard umístila v kategorii singlů na prvním místě a stala se tak vůbec prvním a zároveň i posledním Lennonovým singlem, který této příčky dosáhl. Album dosáhlo značného komerčního úspěchu, díky němuž v USA získalo ocenění Zlatá deska.

## Seznam skladeb
Texty ke všem skladbám napsal John Lennon, až na níže uvedené výjimky.
První strana
1. „Going Down on Love“ – 3:54
2. „Whatever Gets You thru the Night“ – 3:28
3. „Old Dirt Road“ (Lennon, Harry Nilsson) – 4:11
4. „What You Got“ – 3:09
5. „Bless You“ – 4:38
6. „Scared“ – 4:36

Druhá strana
1. „#9 Dream“ – 4:47
2. „Surprise, Surprise (Sweet Bird of Paradox)“ – 2:55
3. „Steel and Glass“ – 4:37
4. „Beef Jerky“ – 3:26
5. „Nobody Loves You (When You're Down and Out)“ – 5:08
6. „Ya Ya“ (Morgan Robinson, Lee Dorsey, Clarence Lewis, Morris Levy) – 1:06

Bonusové skladby 2005
1. „Whatever Gets You thru the Night“ – 4:23
  - živě s Elton John band
2. „Nobody Loves You (When You're Down and Out)“ – 5:07
  - alternativní verze
3. „John Interview (od Boba Mercera)“ – 3:47